# Cmentarz wojenny nr 57 – Uście Gorlickie
Cmentarz wojenny nr 57 – Uście Ruskie – cmentarz z I wojny światowej, zaprojektowany przez Dušana Jurkoviča znajdujący się we wsi Uście Gorlickie w powiecie gorlickim, w gminie Uście Gorlickie. Jeden z ponad 400 zachodniogalicyjskich cmentarzy wojennych zbudowanych przez Oddział Grobów Wojennych C. i K. Komendantury Wojskowej w Krakowie.
Cmentarz położony jest w centrum wsi przy drodze do Wysowej. Sąsiaduje z cmentarzem parafialnym. Zajmuje powierzchnię około 425 m². Otoczony jest kamiennym murem, ma kształt prostokąta. Po renowacji na charakterystycznych krzyżach nie odtworzono tabliczek z nazwiskami, chociaż większość ich jest znana. Na cmentarzu znajdują się dwa pomniki. Jeden znajduje się przy wejściu na cmentarz i tworzy cofniętą część ogrodzenia, drugi, na którym znajdowała się tablica, z nieczytelną już inskrypcją, stanowi część tylnego ogrodzenia.
Na cmentarzu jest pochowanych 59 żołnierzy w dwóch grobach zbiorowych oraz 45 pojedynczych, poległych w okresie marzec-kwiecień 1915 roku:
- 13 Rosjan m.in. z 96 Omskiego Pułku Piechoty, 10 Nowogrodzkiego Pułku Dragonów (Новгородский 10-й драгунский полк),
- 46 Austriaków m.in. z 20 LIR, 87 IR, 59 IR, 95 IR, 96 IR, TKJR 1, TKJR 3, TKJR 4.

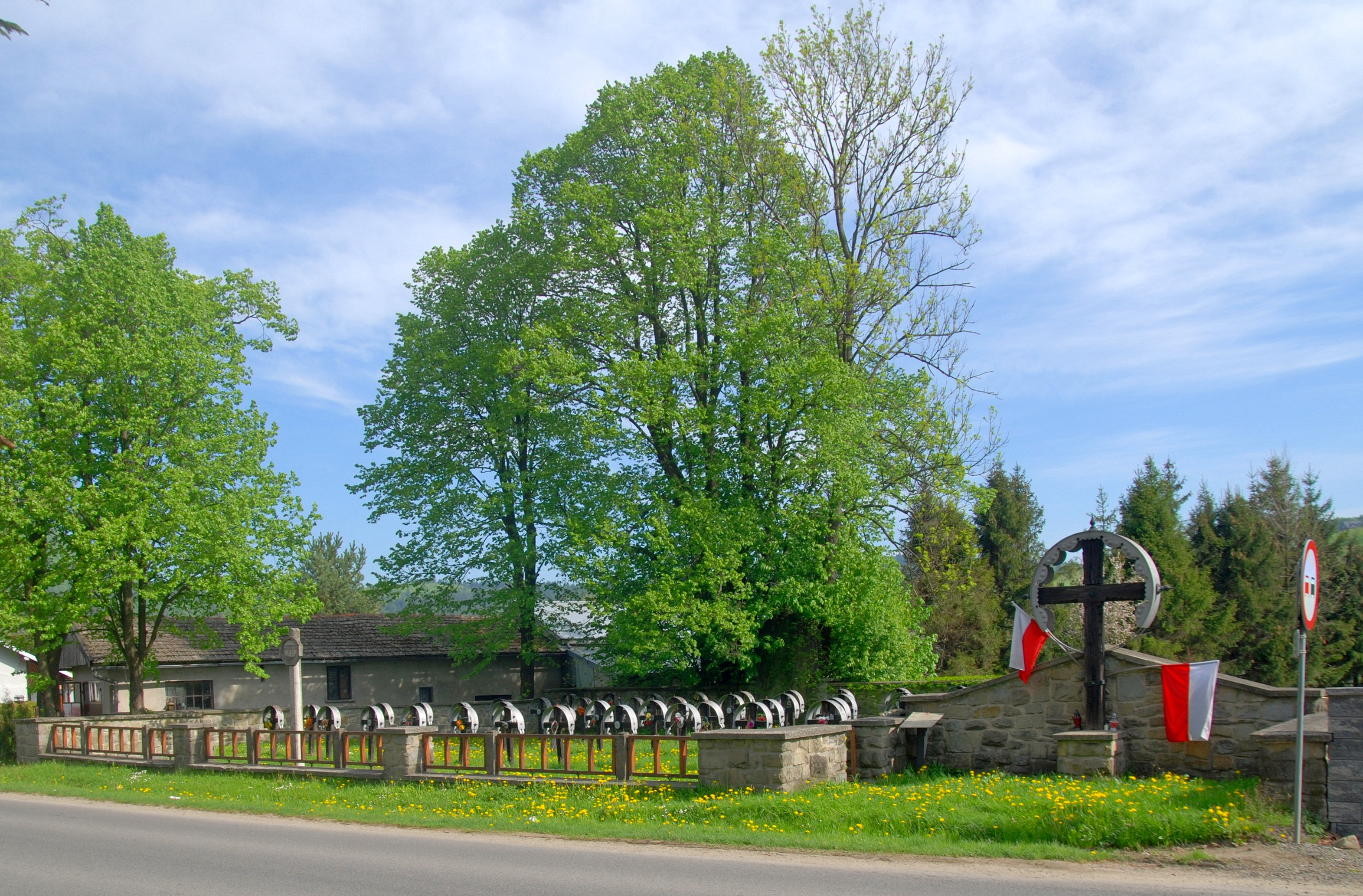
Widok ogólny
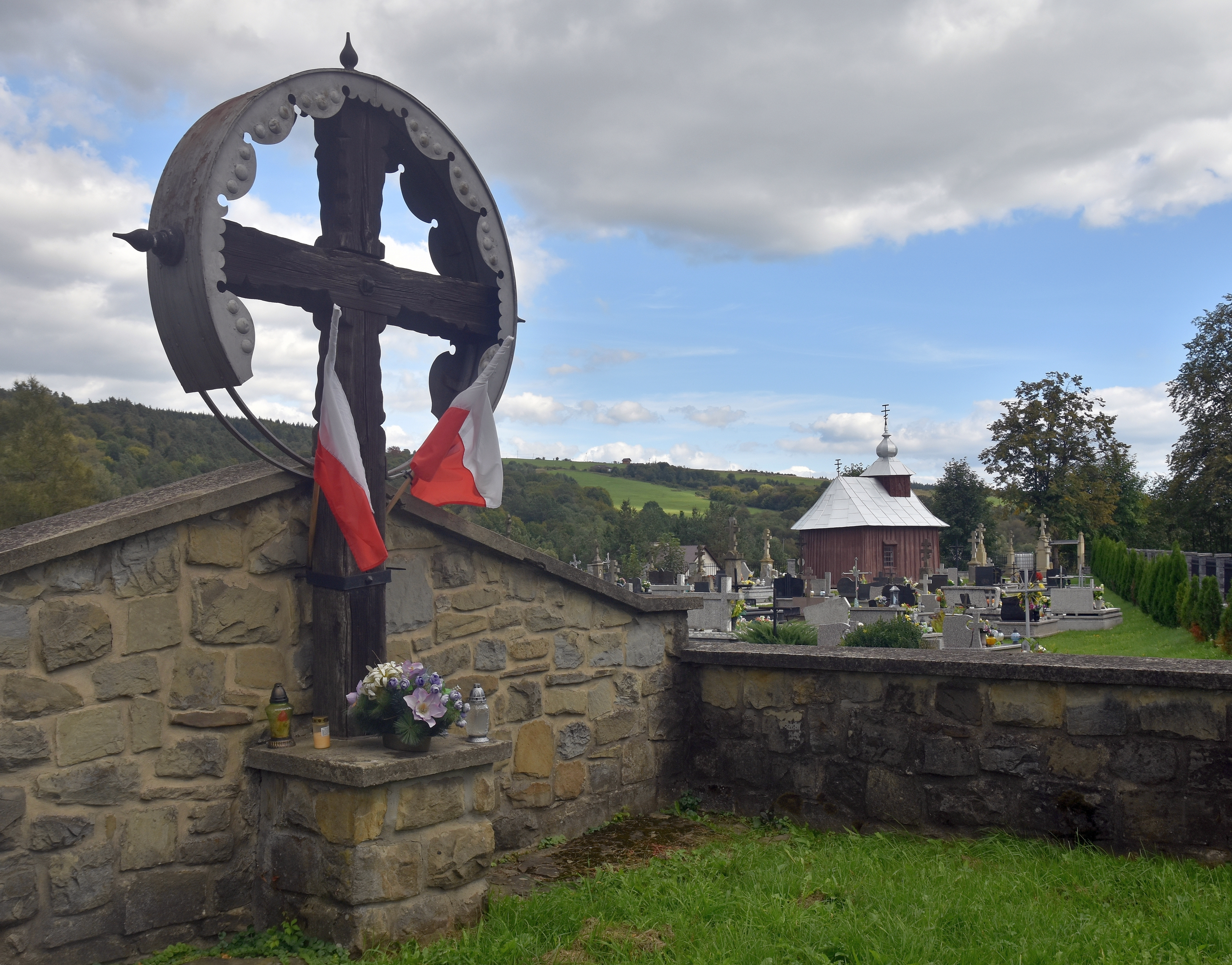
Krzyż główny
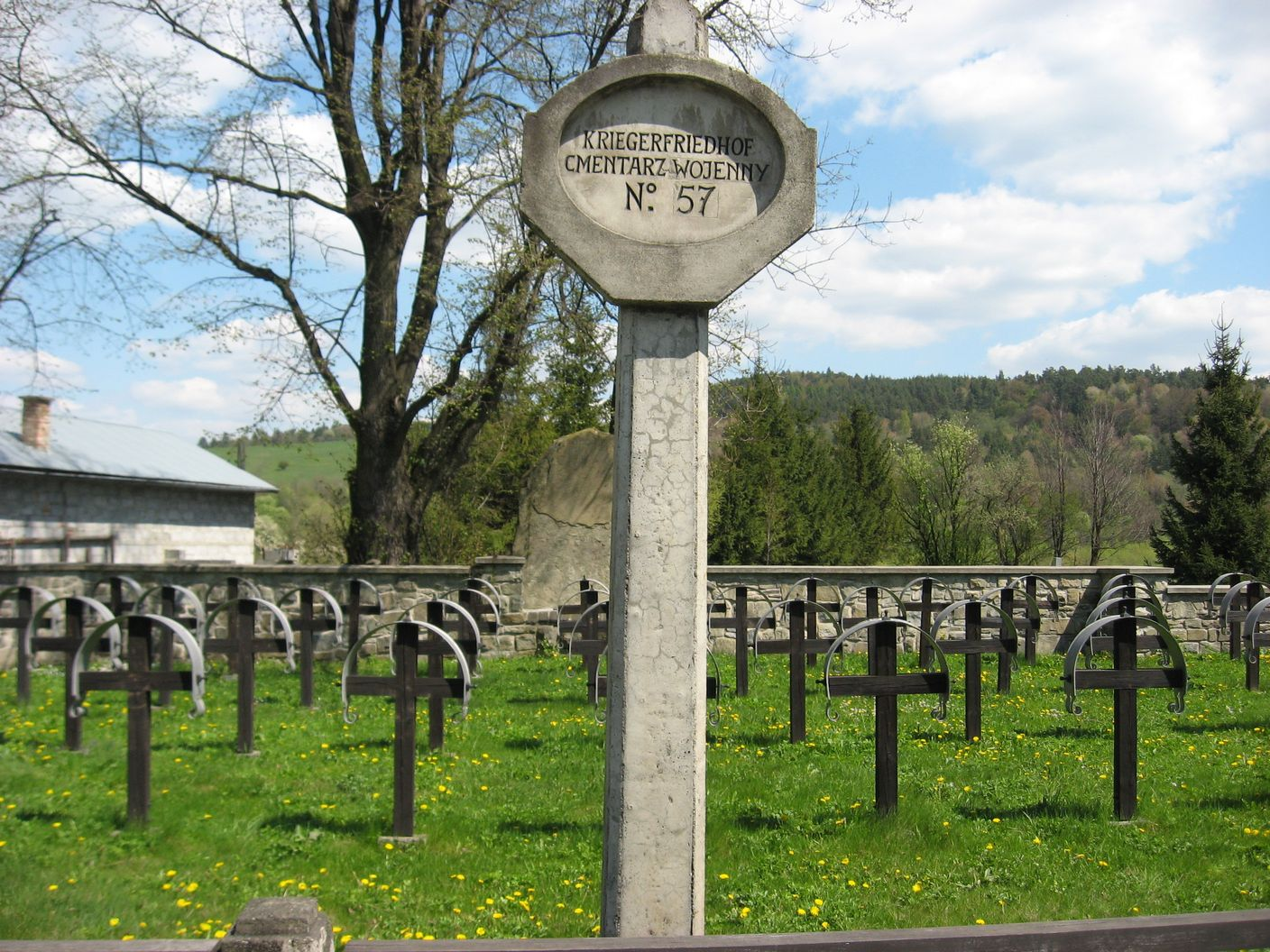
Drogowskaz